# Dornier Do Y
Dornier Do Y là một loại máy bay ném bom của Đức trong thập niên 1930, đây là thiết kế máy bay ném bom thứ hai của Dornier Flugzeugwerke.

## Quốc gia sử dụng
Kingdom of Yugoslavia
- Không quân Hoàng gia Nam Tư

## Tính năng kỹ chiến thuật
Đặc điểm tổng quát
- Kíp lái: 4
- Chiều dài: 18.20 m (59 ft 9 in)
- Sải cánh: 28.00 m (91 ft 10 in)
- Chiều cao: 6.79+ m (22 ft 3 in)
- Diện tích cánh: 111.0 m2 (1.194 ft2)
- Trọng lượng rỗng: 6.360 kg (13.990 lb)
- Trọng lượng có tải: 8.500 kg (18.700 lb)
- Powerplant: 3 × Bristol Jupiter, 373 kW (500 hp) mỗi chiêc

Hiệu suất bay
- Vận tốc cực đại: 250 km/h (160 mph)
- Tầm bay: 1,500 km (940 dặm)
- Trần bay: 6.000 m (19.700 ft)
- Vận tốc lên cao: 2,7 m/s (520 ft/phút)

Vũ khí trang bị
- 4 súng máy
- 12 × quả bom 100 kg (220 lb)